# Hồng Gai (đặc khu)

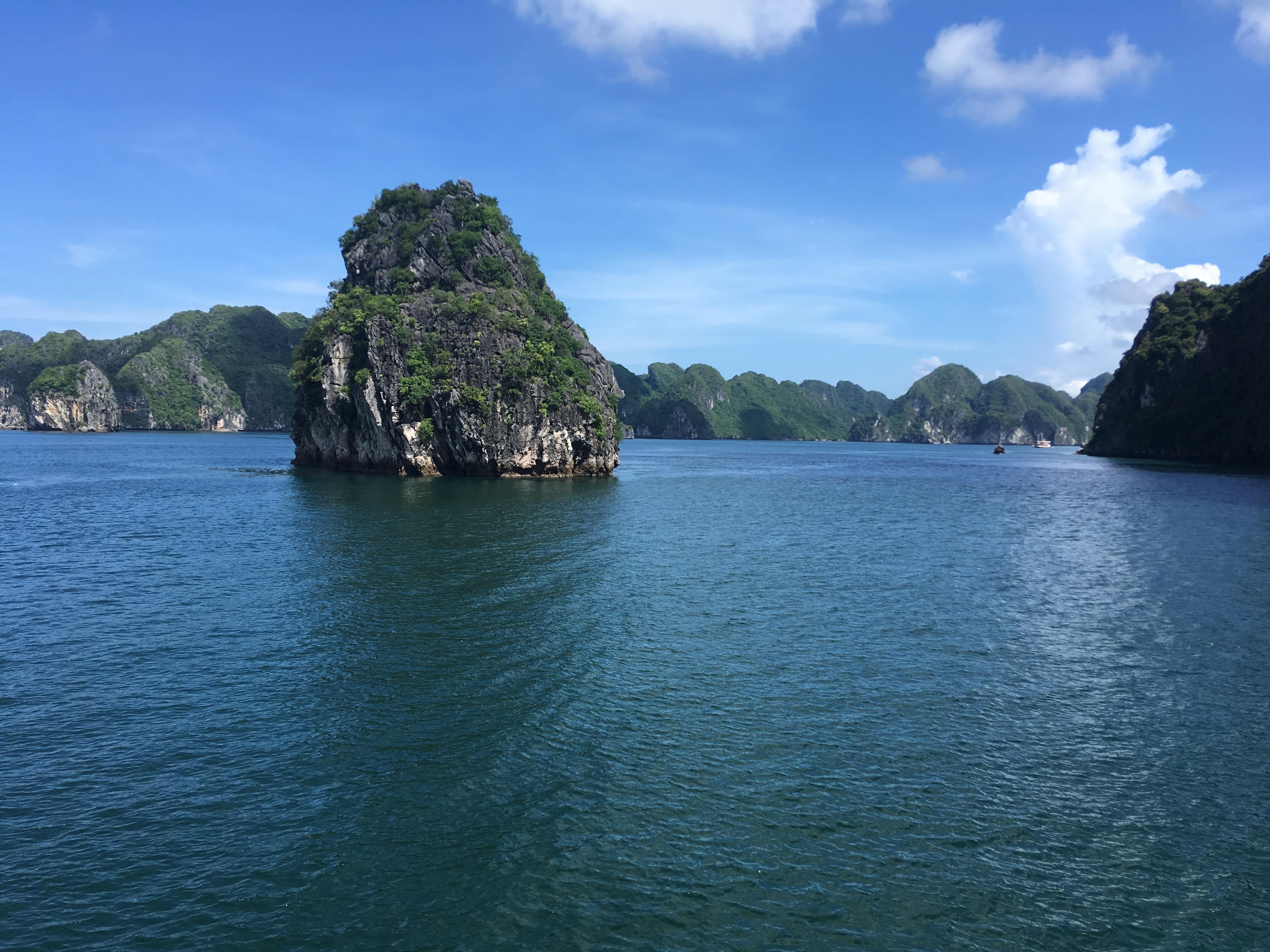
Cảnh Vịnh Hạ Long

Đặc khu Hồng Gai hay Đặc khu Hòn Gai là đơn vị hành chính độc lập cấp tỉnh, được Chính phủ Việt Nam Dân chủ Cộng hòa lập ra trong thời kỳ kháng chiến chống Pháp, tách khỏi tỉnh Quảng Yên.
Theo Nghị định của Bộ trưởng Bộ Nội vụ ngày 19 tháng 7 năm 1946, tạm lập tại tỉnh Quảng Yên một khu đặc biệt gồm châu Cẩm Phả, thị xã (Cẩm Phả mỏ, Cẩm Phả bến, Bãi Cháy, Hà Tu, Hà Lầm, Hòn Gai) gọi là Khu đặc biệt Hòn Gai. Ủy ban Hành chính Khu đặc biệt chịu quyền điều khiển và kiểm soát trực tiếp của Ủy ban Hành chính Bắc Bộ.
Đặc khu Hồng Gai ra đời từ khu Hồng Gai (Hòn Gay), được đặt dưới quyền quản lý trực tiếp của Ủy ban Kháng chiến Hành chính Liên khu 1, theo Nghị định số 142-NV/3 ngày 19 tháng 7 năm 1949 của Bộ trưởng Bộ Nội vụ và Bộ trưởng Bộ Quốc phòng nước Việt Nam Dân chủ Cộng hòa. Theo Quyết định của Ủy ban Kháng chiến Hành chính Liên khu 1 ngày 16 tháng 8 năm 1949 thì Đặc khu Hồng Gai gồm:
- 3 thị xã: Hồng Gai, Cẩm Phả mỏ, Cẩm Phả bến
- 4 phố: Bãi Cháy, Hà Tu, Hà Lầm, Mông Dương
- 1 huyện Cẩm Phả gồm 12 xã: Hồng Thạch, Văn Hải, Sinh Châu, Tam Khê, Thi Đua, Thụy Hà, Tràng Xá, Đoàn Kết, Lương Hà, Đông Hà, Hà Long, Xuyên Yên.

Ngày 5 tháng 10 năm 1949, tách huyện Hoành Bồ khỏi tỉnh Quảng Yên để sáp nhập vào Đặc khu Hồng Gai. Như vậy Đặc khu Hồng Gai có 2 huyện Cẩm Phả và Hoành Bồ, sau đó thuộc Liên khu Việt Bắc ngay trong năm 1949 sau khi Liên khu 1 và Liên khu 10 hợp nhất thành Liên khu Việt Bắc.
Ngày 22 tháng 2 năm 1955, đặc khu Hồng Gai và tỉnh Quảng Yên hợp nhất thành khu Hồng Quảng và sau này thuộc tỉnh Quảng Ninh.